# Choir of King's College, Cambridge

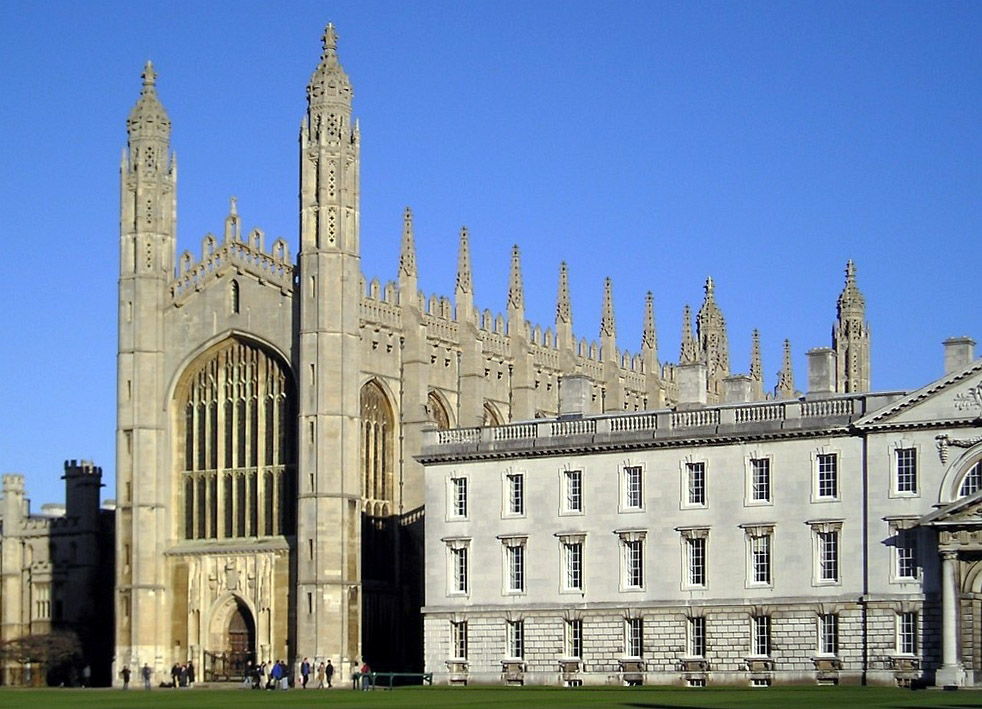
King's College Chapel (delvis skymt av "Gibbs' Building"), sett från "The Backs".

Choir of King's College, Cambridge är en av vår tids mest etablerade och framstående representanter för den brittiska körtraditionen. Den grundades av kung Henrik VI, som grundade King's College, Cambridge 1441, för att tillse att det klingade körsång dagligen i King's College Chapel. Detta är ännu idag körens främsta uppgift.
Dagens (2010) kör leds av Stephen Cleobury och dess berömmelse vilar i stor utsträckning på musikgudstjänsten Festival of Nine Lessons and Carols, som sänds i radio och TV på julafton varje år.

## Historia

### Tidig historia
I de ursprungliga stadgarna angavs att kören skulle bestå av tio kaplaner, sex "clerks" (lekmannasångare) och 16 korister som skulle vara "fattiga och behövande pojkar, vid god kondition och ärliga samtal ... att kunna läsa och sjunga på ett kompetent sätt". Kanske med tanke på den arbetsbörda som lades på koristerna som dagligen skulle sjunga ottesång, mässa och vesper, fastslog stadgarna också att "de skulle vara dubbelt sysselsatta med sina föreskrivna uppgifter och med sin utbildning".
År 1449 hade rekryteringen resulterat i att denna fulla kör var på plats och sjöng de dagliga gudstjänsterna. Kören sjöng högmässan, votivmässa och från gryningen de åtta gudstjänsterna i tidegärden. Dessutom var det bara pojkarna som dagligen sjöng "på det finaste sätt de känner" Little Office of the Blessed Virgin Mary och även aftonvotivantifonen.
När Henrik VI avsattes under Rosornas krig 1461 resulterade det i en period av kortvarig instabilitet i att antalet minskade under en tid på grund av brist på pengar. Men 1479, i och med utnämningen av prosten Walter Field, kom kören att uppfylla den fulla potentialen i Henrik VI:s vision. Field övervakade förvärvet av innovativ polyfon musik i Eton Choirbook-stil och utsåg en ny kyrkoherde med expertis inom den komplicerade Salisbury-liturgin.
En höjdpunkt av prakt nåddes under Robert Hacumblen, provost från 1509. Detta bibehölls fram till den protestantiske Edvard VI:s trontillträde 1547, då en försämring av körmusiken vid King's började som varade fram till den sena viktorianska perioden.
Under denna tid sjöng kören i ett provisoriskt kapell, med huvudkapellet King's College Chapel fortfarande under uppbyggnad. År 1506 besökte Henrik VII Cambridge och deltog i aftonsång, och bestämde sig därefter för att finansiera fortsatt byggande. Detta fortsatte av hans efterträdare Henrik VIII med körgudstjänster som började i det färdiga kapellet 1544.
Elizabet I besökte kapellet 1564 och deltog i aftonsången den 5 augusti och igen följande kväll, även om hon kom sent, vilket gjorde att gudstjänsten återupptogs. Det finns dokumenterat att pricksong sjöngs (en tidig form av polyfoni med en melodi framförd som en kontrapunkt till en vanlig sång) som den troligen hade gjort sedan grundandet av skolan.
Under Oliver Cromwells styre minskades antalet körgudstjänster och avgående körsångare ersattes inte. År 1651 fanns det bara en korist kvar och 1654 fanns det ingen. Lekmän fanns fortfarande kvar under denna tid; Det är troligt att de sjöng sekulära hymner, bland annat på Guy Fawkes Night. Vid monarkins återupprättande 1660 utnämndes omedelbart tio korister; År 1666 var kören i full styrka.
År 1827 noterade en undersökning av körskolor i England om King's:
koristerna deltar i gudstjänsten i kapellet en gång om dagen på eftermiddagen på gemensamma dagar; på söndagar och helgondagar två gånger, morgon och kväll. De får också lov att sjunga i kapellen på andra högskolor och i St. Mary's Church. De instrueras i sång av organisten och i läsning, skrivning och räkning av en mästare som utses av kollegiet. Stadgarna föreskriver att de ska vara under 12 år vid antagningen. De tas i allmänhet in vid åtta års ålder och lämnar kören när rösten spricker.

### Reformer under 1800-talet

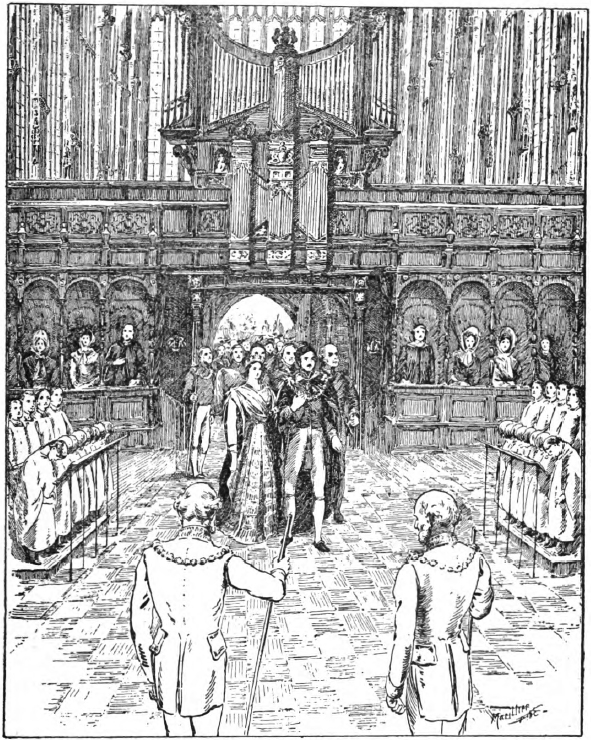
Drottning Victoria och prins Albert i King's College Chapel (1843)

På 1860-talet insåg man att den musikaliska standarden i kören behövde förbättras. John Jebbs undersökning av anglikanska körer 1843 visade att:
I Cambridge har körtjänsten stympats på alla platser där den bevaras. King's College har minskat det ursprungliga antalet av sina präster från tre till en; och även om de behåller sina sexton korister (som tydligen var avsedda att stå i proportion till en större skara vuxna sångare), finns det bara ett litet antal kontorister, som är för svaga för den magnifika orgel som åtföljer dem, och för det oöverträffade kapellet där de tjänar. Kören deltar faktiskt två gånger om dagen; men bönerna sjungs inte (en mycket modern innovation), och vid söndagsmorgonens gudstjänst sjungs inte den Nicaenska trosbekännelsen.
Bland lekmännen, vars uppgifter vid denna tid delades av att också sjunga i Trinity, var bristande disciplin och frånvaro vanligt.
Reformen påbörjades efter antagandet av Cambridge University Act 1856, som gjorde det möjligt att ändra skolans stadgar och styrning. Två kaplaner och tolv lekmän utsågs, och att dela uppgifter med Trinity upphörde 1871. Samma år utsågs en ny mästare över koristerna, som hade till uppgift att vara "vaksam på deras moraliska uppförande" och "upprätthålla disciplin utan onödig stränghet i alla lägen". Villkoren för korister förbättrades i syfte att rekrytera pojkar från en högre social bakgrund. De fick undervisning i instrumentalmusik och ekonomiskt stöd när de gav sig av.
För att ytterligare bredda urvalsfältet beslöts att öppna en internatskola i stället för att betala för att korister skulle inkvarteras hos lokala familjer. Från 1876 bestämdes det att koristskap skulle vara öppet för alla kandidater "oavsett om de var bosatta i Cambridge eller någon annanstans" och att de som var bosatta utanför staden skulle bo på skolans bekostnad, och en specialbyggd King's College School öppnades två år senare. År 1876 beslöts också att körstipendier skulle delas ut, där studenter skulle ersätta de fast anställda lekmännen. Befintliga kontrakt innebar att detta var en långsam process, och den sista kontoristen slutade 1928.
1876 utnämndes också en ny organist med högre lön, Arthur Henry Mann. Det fanns liten eller ingen formell utbildning av körinstruktörer vid denna tid i England – de flesta var organister som undervisade kören enligt den teknik de själva hade utsatts för som tidigare korister. Mann var lyckligt lottad i detta avseende efter att ha varit korist i Norwich Cathedral under den berömde Zechariah Buck. Mann var därför själv en framstående körpedagog och förbättrade i hög grad King's College Choirs rykte. Han arbetade med att förbättra diktionen och timingen för kören så att de kunde arbeta med kapellets akustik och dess särskilt långa reverb. Han öppnade också upp för gudstjänster för allmänheten, där besökare tidigare behövde skriftligt tillstånd för att närvara.

## Körmedlemmar

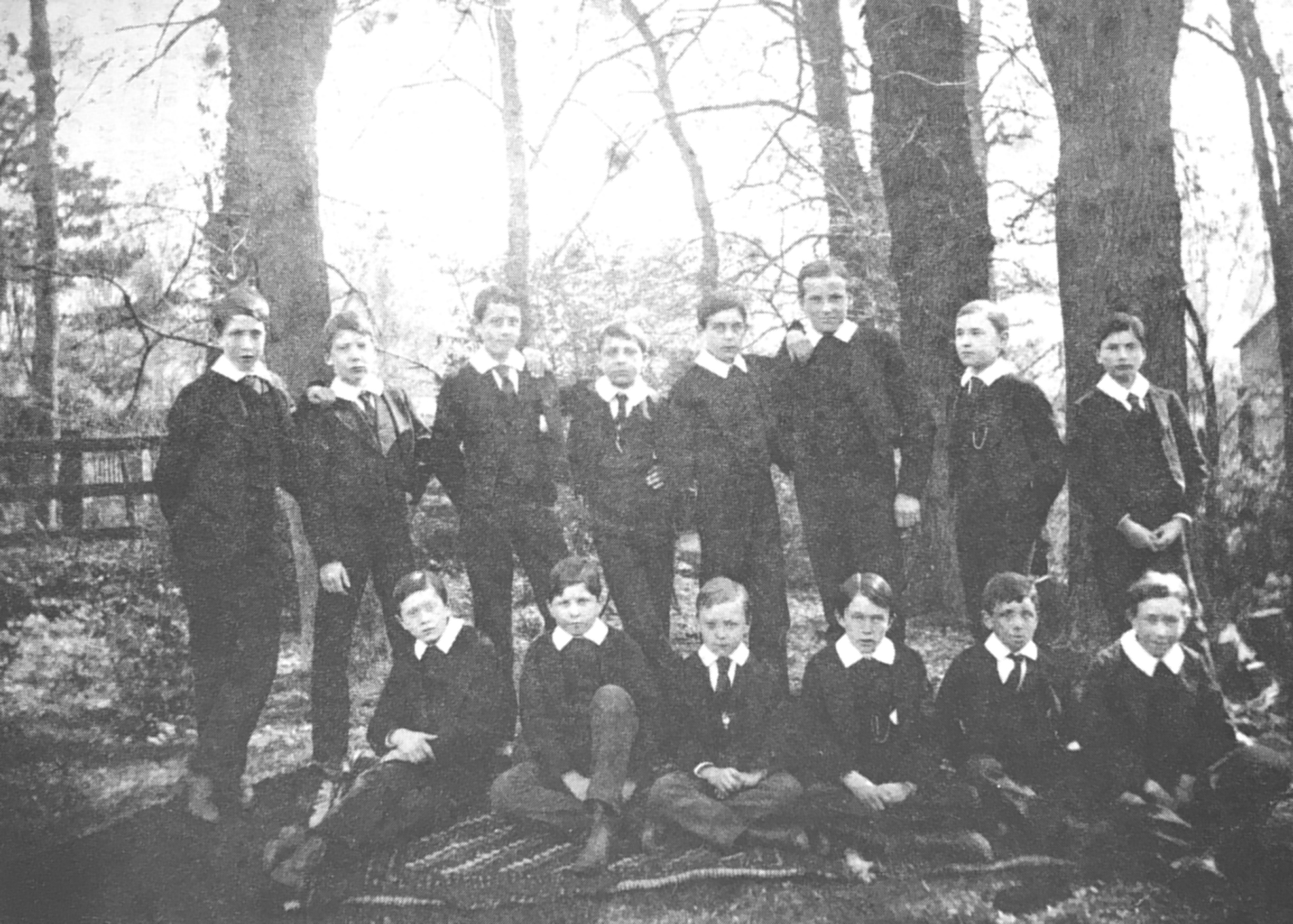
Kings College korister 1882

### Korister
I skolans stadgar finns bestämmelser om 16 korister. Det är pojkar som är utbildade vid King's College School. De kommer från en mängd olika bakgrunder med stipendier som är tillgängliga för familjer som inte har råd med de subventionerade skolavgifterna. Pojkarna går vanligtvis med i kören som provanställda vid åtta års ålder efter en lyckad audition vid sex eller sju års ålder. Efter två år som provanställda går de in i kören som fullvärdiga korister och lämnar kören tre år senare eller tidigare om rösten förändras.

### Körstudenter
Från början av 1900-talet har körens 14 lägre stämmor tillhandahållits av studenter som sjunger som körstuderande. Dessa studenter måste få en akademisk plats vid universitetet i Cambridge samt framgångsrikt få ett körpris vid King's College genom en auditionprocess. De stannar kvar i kören under hela sin vanligtvis treåriga examen. Även om vissa kommer att studera för en examen i musik, studerar många andra ämnen, där bara medicin och arkitektur är oförenliga.
I mycket sällsynta fall kan en lekmannanotarie utses i stället för en körstudent, vanligtvis om en ledig tjänst uppstår oväntat: till exempel när en student som har fått en villkorlig plats vid högskolan (under förutsättning att A-betyg uppnås) inte uppfyller villkoren. Sådana lekmän har i alla avseenden samma status som en körstudenter. De få lekmän som funnits (sedan körstudenternas inrättande) har ofta varit körstudenter och gått med på att stanna ytterligare ett år.
Körstudenterna bildar kollektivt, på sin fritid, en separat grupp, The King's Men, som sjunger ett brett spektrum av musik skriven för mansröster, från tidig musik till barbershoparrangemang (många av de senare har skrivits exklusivt för gruppen av nuvarande/tidigare körforskare).

#### Grupper sprungna ur körstudenterna
Olika sånggrupper har bildats ur grupper av körstudenter:
- The King's Men, tidigare känt som Collegium Regale, bestod av de nuvarande körstudenterna[11]
- King's Singers (1968–)
- The Scholars (1968-2010) och The Scholars Baroque Ensemble
- The Light Blues [12]
- Pange Lingua, dirigerad av Berty Rice (1990-talet)
- Polyfoni (1986–idag)

### Orgelstudenter
Orgeln spelas av två orgelstudenter, som i likhet med körstudenterna är studerande vid college. Ett orgelstipendium delas ut vid behov för att säkerställa att det alltid finns två organister på grundnivå i college - en ny stipendiat utses för att anlända när den föregående tar examen. Om dirigenten av någon anledning inte är närvarande tar orgellärdaren ansvar för att dirigera kören.

## Uppträdande och inspelningsaktiviteter
Kören har ett starkt inspelnings- och turnéschema, vid sidan av sina uppgifter vid King's College Chapel i Cambridge.

### Turnéer och föreställningar
Kören turnerade för första gången 1936 och besökte Nederländerna, Tyskland, Danmark och Sverige. Under de senaste åren har kören turnerat i Europa, USA, Sydamerika, Australien och Asien.
Kören uppträder regelbundet i Storbritannien och ger konserter i de stora konserthusen i London samt vid många festivaler runt om i landet. År 2013 sjöng kören vid premiärministerns påskmottagning på 10 Downing Street. Kören framträder också med symfoniorkestrar, som BBC Symphony Orchestra på BBC Proms 2005 och 2009, London Symphony Orchestra och framför en årlig julkonsert med Philharmonia Orchestra.

### Inspelningar
Körens första kommersiella utgivning var en inspelning från 1929 av Bachs "God liveth still" och "Up, up my heart with gladness" på skivbolaget His Master's Voice, som gavs ut 1931. År 1963 gav kören ut en banbrytande inspelning av Allegris Miserere med gossopranen Roy Goodman. Det var ett föga känt verk på den tiden, men denna utgåva ledde till att det blev ett av de mest populära a capella-körverken.
Kören har spelat in mer än 100 album på skivbolagen EMI och Decca. År 2013 lanserade kören sitt eget skivbolag, King's College Recordings, vilket skulle göra det möjligt för kören att få mer konstnärlig frihet över sina utgivningar. Utgåvor på detta skivbolag inkluderar 100 Years of Nine Lessons och Carols, som låg som nummer 1 på de klassiska listorna i nio veckor. Kören har varit innovativ i sin utgivning av inspelningar, eftersom de förutom standard-CD-skivor har erbjudit Super Audio CD, Dolby Atmos, audio Blu-ray och 24-bitars FLAC-nedladdningsversioner av album.
År 2013 började kören tillgängliggöra inspelningar av sina körgudstjänster. Dessa kan avlyssnas på körens hemsida. År 2017 gjorde de för första gången Carols From Kings tv-sända julgudstjänst tillgänglig som en videonedladdning.

## Dirigenter
Kören leds av "the Director of Music", som tillhör universitetskollegiet.
- 1606–1619?: John Tomkins
- 1622–1623: Matthew Barton
- 1624–1626: Giles Tomkins
- 1627–1670: Henry Loosemore
- 1670–1726: Thomas Tudway
- 1726–1742: Robert Fuller
- 1742–1799: John Randall
- 1799–1855: John Henry Pratt
- 1855–1876: William Amps
- 1876–1929: Arthur Henry Mann
- 1929–1957: Boris Ord
- 1940–1945: Harold Darke (Vikarie för Boris Ord under kriget.)
- 1957–1973: Sir David Willcocks
- 1974–1982: Sir Philip Ledger
- 1982–: Stephen Cleobury

## Kända medlemmar
- Michael Chance – countertenor
- Sir Andrew Davis – dirigent
- Orlando Gibbons – tonsättare
- Simon Preston – organist och dirigent
- Robert Tear – tenor
- Stephen Varcoe – basbaryton
- Sir David Willcocks - dirigent

## Turnéer
Kören gör årliga turnéer under sommaren och vid jul.
Lista över turnéer
- 1982 – Japan
- 1983 – Australien och Nya Zeeland
- 1984 – Belgien, Holland, Västtyskland
- 1985 – USA och Kanada
- 1986 – Finland, Tyskland (Öst– och Väst–)
- 1987 – Japan
- 1988 – Spanien och USA
- 1989 – Australien och Nya Zeeland
- 1990 – Italien, Schweiz, Frankrike
- 1991 – USA
- 1992 – Frankrike
- 1993 – Holland och Australien
- 1994 – Holland, Italien, Belgien, Spanien, Frankrike
- 1995 – Bermuda, USA, Tyskland, Belgien, Frankrike, Holland
- 1996 – Danmark and Sydafrika
- 1997 – Barbados, USA and Kanada
- Sommaren 1998 – Hongkong and Australien
- Januari 2000 – Bermuda
- April 2000 – Frankrike (Paris)
- Juli–augusti 2000 – Fjärra Östern (Hongkong, Macau, Taipei, Tokyo) och USA
- Juni 2001 – Nederländerna (Haarlem)
- September 2001 – Belgien
- December 2001 – Frankrike (Paris)
- April 2001 – Grekland (Aten, Thessaloniki)
- Juli–augusti 2001 – Australien
- Summer 2002 – Belgien
- Summer 2003 – Tyskland
- December 2003 – Nederländerna
- Sommaren 2004 – Hongkong
- December 2004 – USA
- Juli 2005 – Tyskland
- September 2005 – Italien (Turin) och Belgien
- December 2005 – Schweiz, Holland
- Januari 2006 – Italien (Genua, Florens och Perugia)
- Maj 2006 – Tyskland (Stuttgart)
- September 2006 – Sverige (Göteborg)
- December 2006 – Far East (Korea and Singapore)
- Juni 2007 – Turkiet (Istanbulfestivalen)
- August 2007 – Estland, Lettland, Litauen och Finland
- September 2007 – Frankrike (Ambronay) och Tyskland (Bonn)
- December 2007 – Brasilien (São Paulo)
- April 2008 – USA (New York, Chicago, St Louis, Baltimore, Dallas, St. Paul/Minneapolis, Cincinnati, Westport CT, Ann Arbor MI)
- September 2008 – Italien (Stresafestivalen) och Belgien (Gentfestivalen)
- November 2008 – Portugal (Porto)
- December 2008 – Italien (Rom) och Nederländerna (Amsterdam and Eindhoven)
- Juli 2009 – Singapore (Singapore), Kina (Hongkong) och Kina/Taiwan (Taipei)

## Inspelningar
Bland de senaste skivinspelningarna märks:
- 1998 – Rutter: Requiem
- 1999 – Rachmaninov: Vespers
- 2000 – Bach: Magnificat
- 2001 – Händel: Coronation Anthems
- 2001 – Best Loved Hymns
- 2002 – Vivaldi: Gloria, Magnificat, Dixit Dominus
- 2004 – Rachmaninov: Liturgy of St John Chrysostom
- 2005 – Gregorian Chant
- 2005 – John Rutter: Gloria
- 2005 – Heavenly Voices
- 2005 – On Christmas Day
- 2006 – Brahms: Ein deutsches Requiem
- 2006 – Purcell: Music for Queen Mary
- 2007 – I Heard a Voice – Music of the Golden Age
- 2008 – Christmas at King's